# Pagus Hasbania

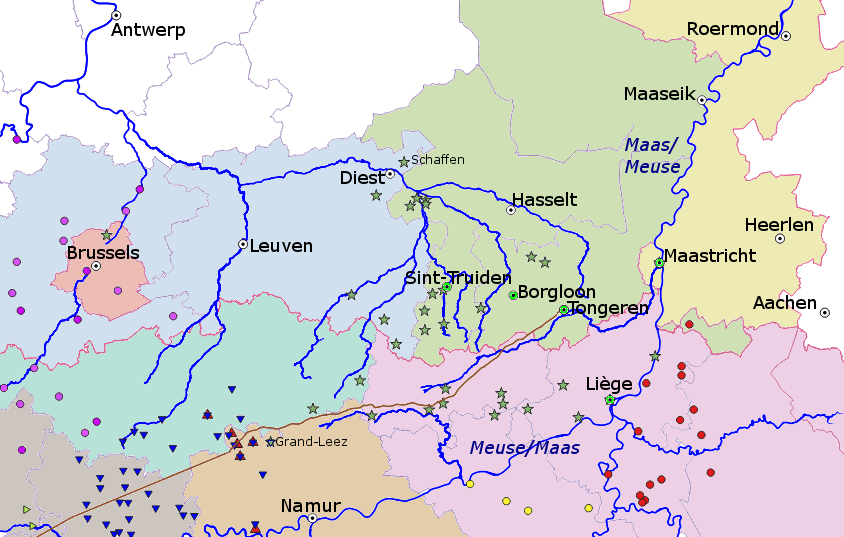
Les étoiles vertes montrent les premiers enregistrements médiévaux des lieux qui se trouvaient dans le pagus Hasbania. Les zones ombragées sont les provinces modernes de Belgique et des Pays-Bas.

Le pagus ou gau Hasbania (également orthographié avec des variantes telles que Asbain, Haspinga ) est un vaste territoire du début du Moyen Âge dans ce qui est aujourd'hui la Belgique orientale. Il s'agit approximativement de la région moderne de langue française et néerlandaise appelée Hesbaye en français(en néerlandais : Haspengouw) - les deux étant des termes dérivés de la région médiévale. Contrairement à de nombreuses plus petits pagi, Hasbania ne correspond pas à un seul comté, mais en contenait plusieurs. Il est donc décrit comme un « Groẞgau », comme le pagus de Brabant, par des historiens allemands modernes comme Ulrich Nonn.
La Hesbaye est un territoire agricole essentiel pour les premiers Francs qui se sont installés dans la Civitas Tungrorum romaine (l'une des principales régions de l'Austrasie franque primitive, puis de la Lotharingie). La région est également importante sur le plan spirituel et culturel, et constitue un élément central de ce que l'histoire de l'art appelle la région mosane. Elle abrite une importante population romanisée et le siège d'un grand évêché, qui joue un rôle dans la conversion des Francs du Nord au christianisme et un rôle majeur dans l'administration séculaire de la région. Le siège de l'évêque a déménagé de la capitale romaine de Tongres à une nouvelle implantation à Liège, toutes deux situés en Hasbania.
Géographiquement, cette région s'articule autour d'un plateau fertile, région agricole depuis le néolithique. Elle forme une ligne de partage des eaux entre les bassins versants de la Meuse et de l' Escaut. Si, à l'époque moderne, « Hesbaye » et « Haspengouw » sont des termes géographiques utilisés par exemple dans le tourisme et l'agriculture, ils n'ont pas l'importance géopolitique qu'ils avaient dans l'Antiquité tardive ou au Moyen Âge.

## Situation
Les premiers documents médiévaux mentionnant des lieux identifiables dans le pagus Hasbania comprennent à la fois Maastricht et Liège sur la Meuse, qui formait la frontière naturelle au sud et à l'est. Un grand nombre des plus anciens registres proviennent des environs du bassin de la Gete et se prolongent au nord jusqu'à la rivière Démer, y compris les premiers relevés dans la région de Diest.
Au sud-ouest, des archives médiévales montrent que le pagus s'étendait jusqu'aux environs de l'abbaye de Gembloux, dans la province belge actuelle de Namur. Grand-Leez|, à l'est de Gembloux, est cité dans différents registres médiévaux comme étant soit dans le pagus de Darnau, qui faisait partie du pagus Lomacensis, soit en Hasbania.
Certains érudits comme Léon Vanderkindere, et à sa suite Jean Baerten et plus récemment Karl Verhelst, estiment que le pagus s'étendait à l'ouest jusqu'à Louvain et la rivière Dyle depuis les temps les plus reculés, bien que les détails de l'histoire de cette région ne soient pas clairs avant le XIe siècle et les premières mentions d'un comté de Louvain sous le comte Lambert Ier.

## Étymologie
Dans les archives les plus anciennes, l'élément germanique « gau » n'est pas inclus dans le nom, et l'orthographe latine typique est Hasbania. Parfois, le nom se présente sous une forme adjectivale indiquant « (des) Hasbanien (s) » ( Hasbaniensis ). Plus tard, viennent des formes avec l'élément « gau » comme Haspengewe en 966 et Haspengouue en 982, similaire au mot néerlandais moderne pour la région, « Haspengouw ».
Maurits Gysseling suggère que la première partie du nom, Has-, pourrait techniquement provenir du mot Chatti, une ancienne tribu allemande dont le nom se serait transformé en Hesse à la suite des changements de prononciation connus en Allemagne, mais cela est considéré comme peu probable. Le deuxième élément pourrait être lié au mot désignant le concept médiéval de « ban », signifiant un type d'autorité ou de seigneurie, et est similaire aux terminaisons d'autres régions franques connues de cette période. Une autre proposition courante est que le nom était à l'origine un nom plus ancien d'une localité de la région, comme celle où se trouvent les villages d'Overhespen et de Neerhespen.
Verhelst (p. 245 n.45) propose que le petit nombre de noms de latin médiéval qui incluent la terminaison germanique « gau » se trouvent, sans coïncidence, dans ou à proximité de l'ancien diocèse de Tongres, qu'il propose être le noyau historique de la Hesbaye. Par conséquent, il propose que les termes Hasbania et Hespengouw ne peuvent pas être considérés comme ayant une signification identique dans tous les documents, même si en néerlandais moderne la forme avec « gouw » est maintenant la seule, alors qu'en français moderne la forme sans cette terminaison est la seule.
Selon certaines hypothèses, le nom aurait pu autrefois s'appliquer à une zone beaucoup plus pette, par exemple, la zone près d'Overhespen et Neerhespen, toutes deux maintenant à Linter. Toorians propose que de ces noms de lieux puissent provenir de villas appartenant à des propriétaires terriens de l'époque romaine sous le nom gaulois Casibennos.

## Importance et origine
Au IVe siècle, l'empereur romain Julien autorise les Francs saliens à s'installer au nord de la Hesbaye à Toxandrie. Il les rencontre à Tongres, la capitale romaine de la Civitas Tungrorum, qui fait aujourd'hui partie de la région néerlandophone de la Hesbaye (ou Haspengouw). Au cours des siècles suivants, la population méridionale plus romanisée envoie des missionnaires au nord pour convertir les Francs au christianisme.
Les Francs, pour leur part, contribuent largement à l'armée romaine et, selon Grégoire de Tours, ils établissent de petits royaumes dans chacune des anciennes civitas romaines.
La Hesbaye devient une région particulièrement importante pour l'aristocratie et le clergé francs, à cheval sur la partie la plus septentrionale de la frontière germanico-romane médiévale en Europe. La noblesse associée à la région a de nombreuses relations avec les principales dynasties familiales des Francs médiévaux.
La région est importante à l'époque romaine et est restée importante après la prise de contrôle de la région par les Francs. Ewig (1969, pp. 10-11) suggère que cette région ainsi que la vallée voisine de la Meuse (en néerlandais : Maas), formait l'une des anciennes provinces austrasiennes gouvernées par un dux ou chef militaire, avec la Champagne, la Moselle, l'Alsace et la Ribuaria. Il avance qu'elle s'appelait peut-être Masuaria, et était basée sur le noyau (Kernraum) de la grande civitas romaine de Tongres.

## Frontières cléricales

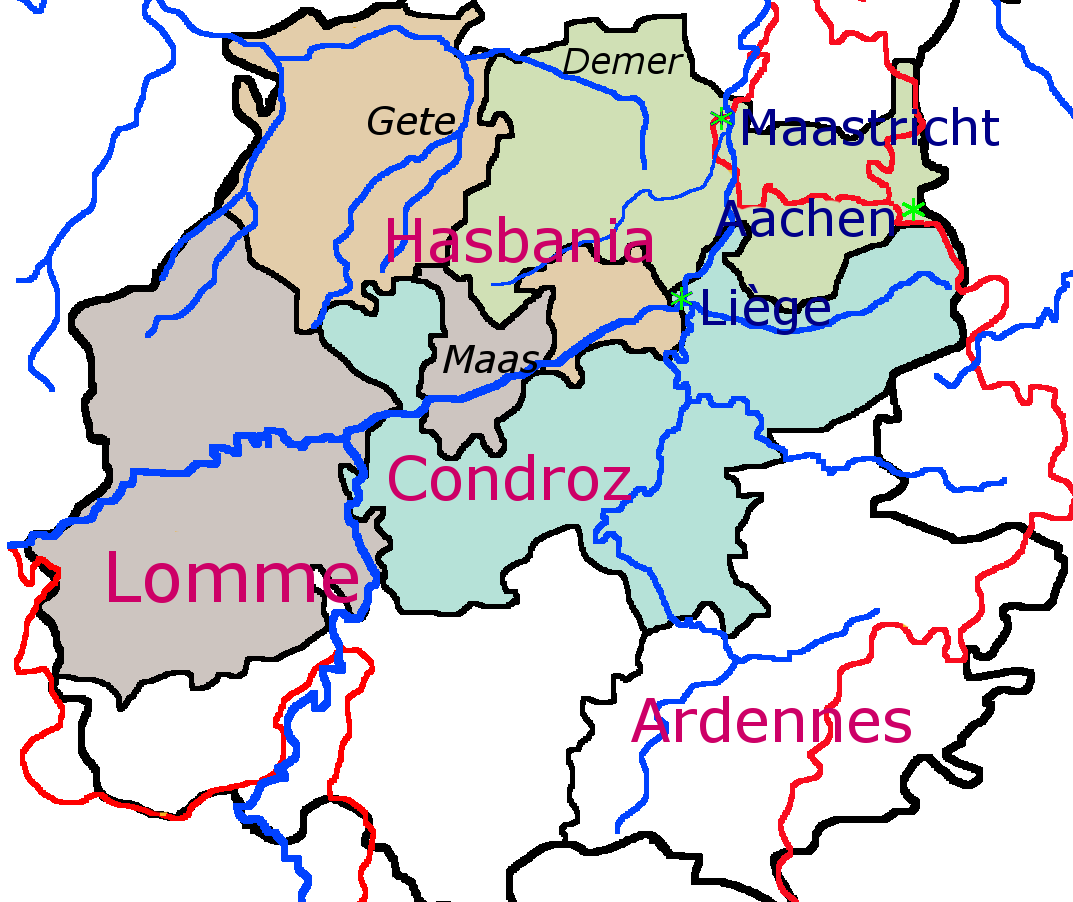
Archidiocèses médiévaux tardifs comparés aux positions approximatives des pagi (gau) en violet. L'archidiocèse de Hasbania ou Hesbaye est vert et s'étend à l'est incluant Aix-la-Chapelle, au-delà du territoire normal de Hasbania. Les frontières rouges sont des frontières internationales modernes.

Au Moyen Âge, l'évêché de Liège continue d'exister en tant qu'église de l'ancienne civitas romaine Tungrorum.
Vers 800, l'évêque de Liège s'adresse à ses fidèles paroissiens en ne citant que les habitants du Condroz, de Lomme (plus tard le cœur du comté de Namur ), de Hasbania et des Ardennes, sans mentionner la vallée de la Meuse ou Texandria plus au nord. Cet épisode démontre que la partie nord de l'ancienne civitas romaine, alors sous la direction spirituelle de Liège, n'a plus de frontières paroissiales claires, et que le travail missionnaire pour étendre le diocèse chrétien était en cours à cette époque.
Les archidiaconés catholiques du Moyen Âge tardif de la région de la Hesbaye, établis par l'évêque de Liège, sont difficiles à associer à des concepts politiques ou géographiques, bien que des tentatives aient été faites dans ce sens, par exemple par Baerten et Verhelst. Sur le plan clérical, une grande partie de la Hesbaye géographique est divisée entre les juridictions voisines, tandis que l'archidiaconé nommé Hasbania s'étend loin vers l'est, au-delà de la Meuse, jusqu'à Aix-la-Chapelle dans l' Allemagne moderne.

## Documents anciens
La mention la plus ancienne que présente Nonn se trouve dans la biographie médiévale de Bavon de Gand (622–659) qui indique que ce dernier est issu du « ducatus » des Hasbaniensis. Cela indique qu'il s'agissait d'une forme franque précoce de duché.
En 680, dans un acte du roi mérovingien Theuderic III accordant des terres à l'abbaye de Saint-Vaast à Arras, connu par une confirmation ultérieure de 875–877, les lieux mentionnés sont décrits comme étant dans les pagi de Hasbania et Ribuaria. Les endroits identifiés se situent près de Saint-Trond : Halmaal, Muizen et Emmeren à Hoepertingen,,.
La Hesbaye, ou du moins le pays des Hesbaniens, est ensuite mentionnée dans une charte de 741/742 qui existe en plusieurs versions, dans laquelle un «comte ou duc de Hasbania » (comes vel dux Hasbanie) nommé Robert, fils de Lambert, concède des terres près de Diest à l'abbaye de Saint-Trond. Cela est rapporté dans la troisième suite beaucoup plus tardive de la chronique de l'abbaye (p. 371 ). Dans son rapport de la charte, il est spécifiquement indiqué que dans la charte concernant les terres, ce Robert se qualifie de comte, mais aussi qu'il est mentionné dans la biographie ( Vita ) de Mgr Eucher d'Orléans. Dans les versions subsistantes de cette Vita, lorsque Charles Martel exile Eucher à Cologne, celui-ci est sous la garde d'un duc Robert de Hasbania (Hasbanio Chrodoberto duce).
Un point remarquable à propos du comte ou du duc Robert de Hesbaye est que les terres cédées à l'abbaye sont décrites comme étant «in pago Hasbaniensi et Masuarinsi » - littéralement la terre des hasbaniens et des masuariens. Masuaria est probablement le Masao ou Maasgau - le pagus ou gau de la Meuse (en néerlandais : Maas) les régions de vallée les plus proches de ces terres. Ewig et Nonn comparent le mot à un document 714 concernant l' abbaye de Susteren au nord de Maastricht (in pago Mosariorum).
Ceci est considéré par Gorissen, Ewig et Nonn, comme indiquant que Robert avait juridiction sur une zone plus grande que Hasbania, y compris au moins une partie de la vallée voisine de la Meuse.
En se reposant presque entièrement sur son nom, ce comte ou duc Robert est considéré par des généalogistes tels que Christian Settipani être un ancêtre direct des Robertiens et de la maison royale de Capet. Et Robert pourrait bien avoir été apparenté à Ermengarde, l'épouse de Louis le Pieux, car son grand-oncle l'évêque Chrodegang est cité dans La Gesta Episcoporum Mettensis comme étant originaire de Hasbania et de très noble descendance franque (« ex pago Hasbaniensi » et « Francorum ex genere primæ nobilitatis progenitus »). Les parents de Chrodegang s'appellent Sigramnus et Landrada, mais on ne peut que spéculer sur leur origine.

## IXesiècle
Au IXe siècle, il semble y avoir plusieurs dirigeants en Hesbaye. Le comte Ekkebard aurait été l'un des chefs du pagus de Hesbaye en 834 qui tente de négocier la libération de l'empereur Louis le Pieux (il s'agit de peut-être du comte tué et dont les deux fils furent capturés, lors du siège de Toulouse contre Pépin II d'Aquitaine).
Au milieu du IXe siècle, une figure importante de cette région est un comte nommé Gilbert (ou Giselbert, etc.), qui pourrait être un ancêtre des Régiers qui dominent la région au siècle suivant. Deux possessions territoriales sont décrites dans des archives : il est comte de Darnau, qui devient plus tard une partie du comté de Namur, et aussi (par Nithard ) « comes Mansuariorum », «comte des Mansuari». Les historiens associent ce terme au « pago Hasbaniensi et Masuarinsi » du comte Robert près de Diest en 741, et à la Hesbaye et à la vallée de la Meuse (en néerlandais : Maas) à l'est. L'ajout du « n » dans la plupart des reproductions est cependant surprenant. Gorissen l'associe à la Via Mansuerisca mérovingienne qui se trouvait dans les Ardennes, mais qu'il pensait être une route nommée d'après sa destination près de Maastricht.
Régnier Ier de Hainaut (décédé 915) est considéré comme un fils probable (ou un proche parent de ce Gilbert). Il y a des indications qu'il avait également des intérêts directs dans la Hesbaye. À l'est de celle-ci, il était abbé laïc d'importantes abbayes s'étendant de la Meuse à la Mosselle en passant par les Ardennes, Saint-Servais à Maastricht, Echternach, Stavelot-Malmedy et Saint-Maximin à Trèves, suivant approximativement la frontière définie en 870. Cependant, ses titres et activités laïques ne sont connus que par le biais de sources beaucoup plus tardives et dont la fiabilité est incertaine. Plus pertinent, Dudon de Saint-Quentin, en décrivant les grandes actions des premiers Normands, qualifie Régnier Ier (qui, avec un prince des Frisons nommé Radbod, est un adversaire de Rollon) duc du Hainaut et de la Hesbaye. Des siècles plus tard, Guillaume de Jumièges, puis plus tard encore, Albéric de Trois Fontaines suivent Dudon en utilisant les mêmes titres pour décrire les mêmes événements. Il est indifféremment appelé duc, comte, marquis, missus dominicus, mais les historiens doutent que ces titres soient liés à un territoire particulier. Le fait qu'il s'appelle lui-même Duc est connu par une charte à Stavelot le 21 juillet 905.
Traditionnellement, le comte Rudolf du Xe siècle, discuté ci-dessous, est considéré comme un petit-fils de Régier Ier et le frère cadet de Régnier III de Hainaut.

## Traité de Meerssen (870)
Le traité de Meerssen du 8 août 870 donne une description relativement détaillée des territoires lotharingiens, en les divisant entre Louis II de Germanie, roi de Francie orientale, et son demi-frère Charles II le Chauve, roi des Francs de l'Ouest.
Le traité décrit, notamment, Hasbania comme ayant quatre comtés (in Hasbanio comitatus quatuor). Tous sont passés à Charles en 870, avec d'autres territoires à l'ouest de la Meuse, bien qu'ils reviennent au royaume oriental dans de nouveaux accords tels que le traité de Ribemont. La liste détaillée indique clairement que les différentes abbayes, le pagus de la vallée de la Meuse et le Luihgau (avec Visé) ne sont pas inclus dans ces quatre comtés.
En 1902, Léon Vanderkindere propose quatre comtés basés sur les limites de la rivière, et les quelques mentions des comtés aux Xe et XIe siècles. Des adaptations à ces propositions sont réalisées par Baerten (1965), et plus tard Verhelst (1985) qui se sont tous deux référés aux juridictions ecclésiastiques médiévales, non seulement aux diaconies, mais aussi aux anciens secteurs processionnels, soutenant que ceux-ci avaient tendance à suivre la réalité politique, mais avec une long décalage, nous aidant ainsi à voir les anciennes frontières politiques.

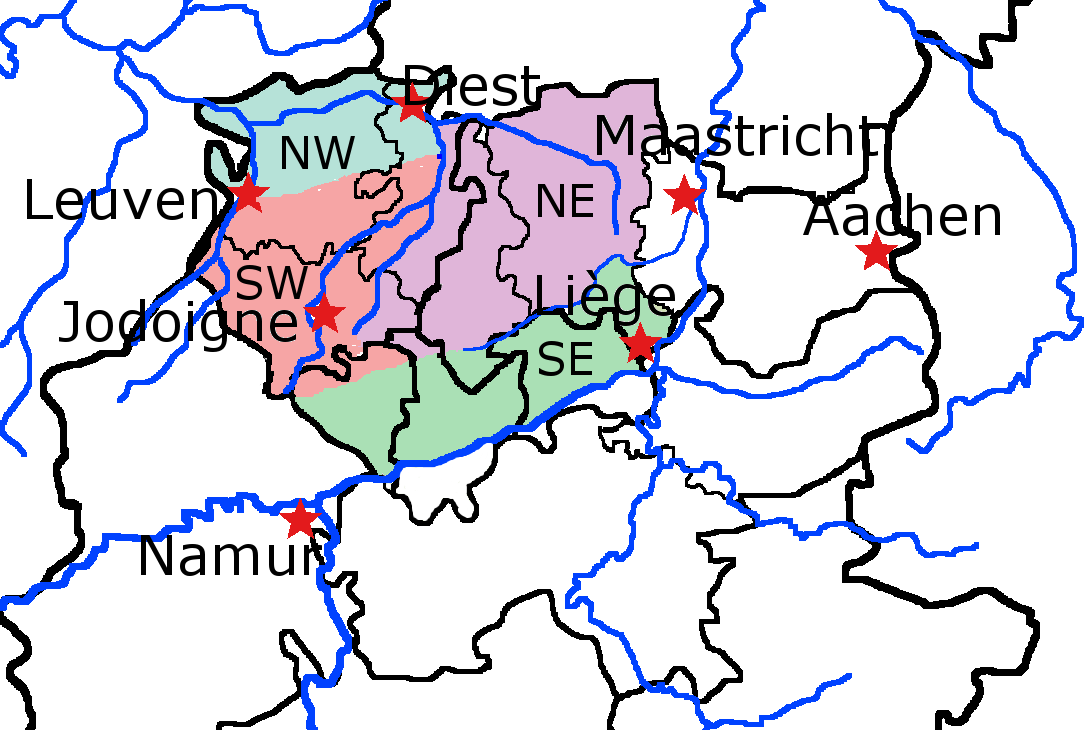
Propositions approximatives de Léon Vanderkindere (1902)
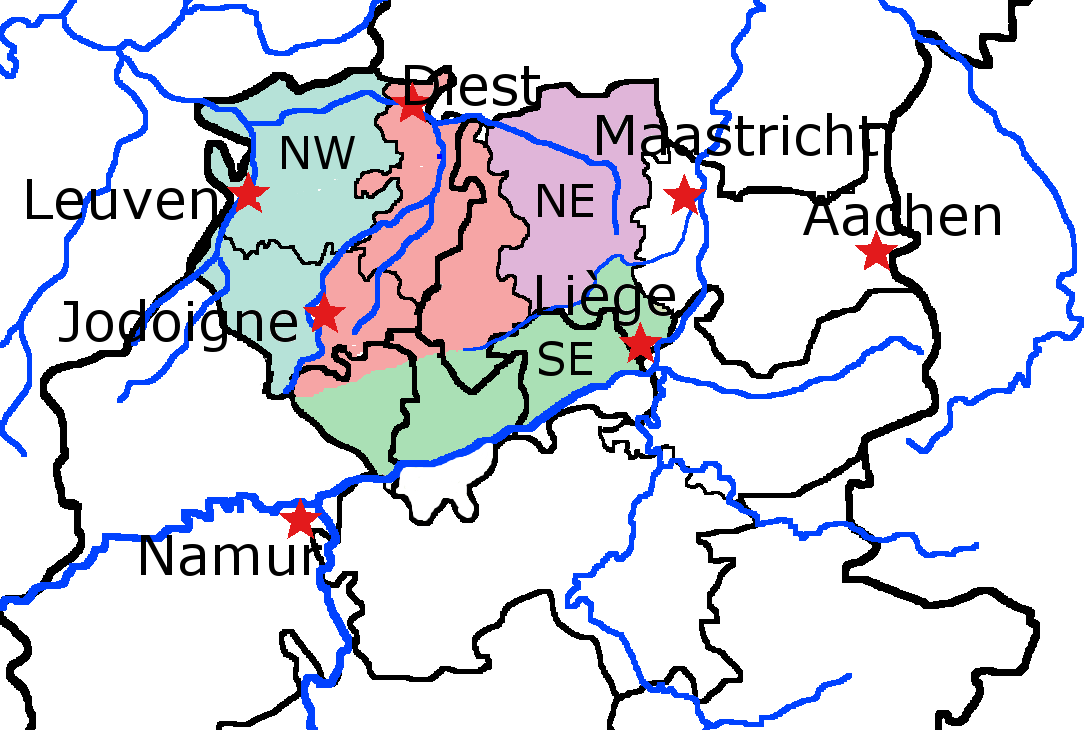
La proposition de Jean Baerten (1965), basée sur la proposition de Vanderkindere
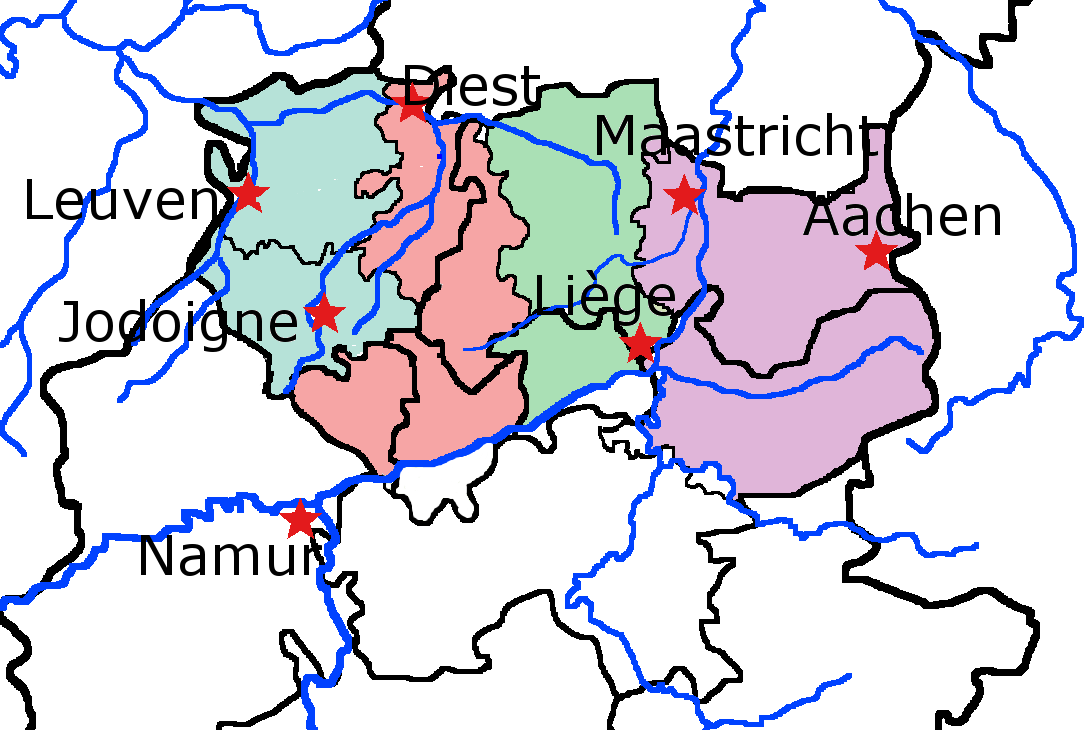
Proposition de Karl Verhelst (1985) pour les comtés du début du IXe siècle

## Comtés auxIXeetXesiècles

### Le futur comté de Louvain, entre Dyle et Demer
Bien qu'il n'y ait aucune trace au début du Moyen Âge du futur comté de Louvain considéré comme faisant partie de la Hesbaye/Hasbania, il n'y a pas non plus de trace dans les autres pagi connus. La région qui constitue maintenant le Brabant flamand oriental, entre les rivières Gete et Dyle, semble avoir été relativement peu développée et est mentionnée dans peu de documents. Verhelst propose (p. 264-265) que Hasbania se soit naturellement étendue dans cette direction aux VIIe et IXe siècles.
Vanderkindere suggère qu'un grand comté « nord-ouest » de Louvain existe déjà en 870, s'étendant jusqu'à Diest à l'est, et tout cela dans le pagus Hasbania original cité dans le traité de Meerssen. Verhelst et Baerten conviennent qu'il existait probablement un tel comté occidental en 870, bien que pas nécessairement déjà appelé « Louvain », et plus petit, sans inclure Diest et Léau.

### Brunengeruz
Sur la Gete supérieure, près de Hoegaarden et Tirlemont, Vanderkindere estime que le comté de Brunengeruz, du Xe siècle, peu attesté, puisse être considéré comme le vestige d'un comté plus ancien et plus grand du «sud-ouest» de la Hesbaye qui existait déjà en 870. Aussi connu sous le nom de « Brugeron » dans des anciennes publications, il est nommé dans une charte en vertu de laquelle l'empereur Otton III confirme les propriétés de l'église de Liège dont le comitatum de Brunengeruuz.
Cependant, ni Baerten ni Verhelst ne le mentionnent comme l'un des 4 comtés probables de 870, estimant qu'il n'est apparu qu'après 870. Verhelst fait valoir explicitement qu'il s'agit d'une création plus récente qui s'est séparée de l'ancien comté occidental au Xe siècle. Baerten (1965)  soutient qu'au moins la partie autour de Jodoigne faisait partie du comté central d'Avernas.

### Comté deHaspinga
Léon Vanderkindere considère la région sud-est entre Liège et Maastricht et les rivières Geer et Meuse comme l'un des quatre comtés de 870. Plus précisément, ce comté du sud-est est un comté portant le nom d'Hasbania lui-même. Baerten est d'accord, mais Verhelst est en désaccord sur le fait qu'il y avait un tel comté séparé dans cette région, et fait valoir que le comté de Hesbaye trouvé dans les anciens registres est plus grand et, à l'origine, uni au comté du nord-est.
Il n'y a qu'un petit nombre de mentions d'un petit comté nommé d'après le grand pagus ou gau de Hasbania :
- Le comté de Haspinga  est enregistré en 1040 ( comitatum Arnoldi comitis nomine Haspinga in pago Haspingowi ), lorsqu'il est accordé par l empereur Henri III à la cathédrale Saint-Lambert de Liège par charte du 24 janvier 1040 [21]
- Daris et Nonn interprètent une charte 956 impliquant Jemeppe-sur-Meuse comme un autre acte du même comté, il est décrit comme étant dans le pagus Hasbaniensis dans le comté du même (in ipse pago Hasbaniense in comitatus ipsius).
- Nonn ajoute que Stier près de Donceel est décrit comme étant dans un comté nommé Asbanio en 961, dans un document impliquant l'abbaye de Gembloux[22].

En outre, la ville de Maastricht, qui se trouve au point où la Geer se jette dans la Meuse, est également parfois mentionnée comme étant dans un comté de Hasbania.
L'importance de ce comté nommé d'après le plus grand pagus fait l'objet de nombreuses discussions. Jean de Hocsem soutient déjà au Moyen Âge que ce nom représente une grande seigneurie, couvrant toute la Hesbaye, avec le comté de Looz au sud. Cet argument est utilisé pour expliquer la légitimité des prétentions du prince-évêque de Liège à être le suzerain des comtes de Looz. Vanderkindere, Baerten et Verhelst acceptent tous des variantes de cette proposition.

### Comté de Huste
Le comté du nord-est en 870, selon Baerten et Verhelst, est celui appelé « Huste » ou « Hufte » au milieu du Xe siècle, lorsqu'il est sous la juridiction d'un comte Rudolf, qui apparemment a également la juridiction sur Avernas et au moins une partie du Maasland ou du Maasau.
Ce comté est le prédécesseur apparent du futur comté de Looz, car, comme ce comté du XIe siècle, sa juridiction réunit apparemment des lieux près de Borgloon et Maaseik, qui se trouve dans un autre pagus, le Masau.
Baerten et Verhelst sont en désaccord avec Vanderkindere selon lequel les deux comtés de Huste et Avernas du Xe siècle forment à l'origine un seul comté en 870, lors de la signature du traité de Meerssen, bien qu'ils conviennent qu'ils relèvent d'un seul comte au milieu du Xe siècle. Au contraire, selon des juridictions cléricales et de la division médiévale ultérieure entre les comtés de Looz et Duras, ils pensent qu'il y existe une frontière juridictionnelle ancienne et durable entre Saint-Trond et Borgloon. Ainsi, selon ces deux auteurs, la région comporte déjà deux comtés en 870.
En désaccord avec Vanderkindere et Baerten, Verhelst propose également que ce comté oriental s'étende plus au sud au-delà du Geer, jusqu'à Liège.
Pour étayer cette conclusion, Baerten souligne qu'une transaction foncière de Saint-Trond (datée entre 927 et 964 et probablement autour de 950) distingue plusieurs endroits dans la petite zone entre Saint-Trond et Borgloon comme étant dans deux comtés différents:
- Dans Avernas: Muizen (Gingelom) et Buvingen (tous deux à Gingelom ) et Heusden, une partie de Kerckom-lez-Saint-Trond, qui est maintenant à Saint-Trond.
- Dans « Hufte », ou Huste: Heers et Engelmanshoven.

Baerten note que les deux groupes sont proches, mais séparés par les anciennes limites médiévales des doyennés de Saint-Trond et de Tongres, et au XIe siècle probablement aussi les frontières entre les comtés de Duras et Looz suivent probablement le même tracé.
Huste semble être dans une zone géographique comprenant Maaseik sur la Meuse (en néerlandais : Maas).
- 4 juillet 952. Alden-Eyck près de Maaseik est décrit comme étant « in pago Huste in comitatu Ruodulphi » (dans le pays de Huste, dans le comté de Rudolf)[24].

La transaction foncière ci-dessus ne nomme pas le ou les comtes ayant juridiction, mais un Rudolf (non nommé en tant que comte) est cité comme voisin bordant certaines des terres. Cependant, à partir d'autres documents, on sait qu'un ou plusieurs comtes Rudolf dans cette période détiennent tout ou partie des comtés d'Avernas et Huste/Hufte, y compris des territoires en dehors de Hasbania, dans la vallée de la Meuse où le comté de Looz est également établi. Tous ces Rudolf sont donc considérés par Vanderkindere et Baerten comme étant un seul Rudolf, comte d'Avernes, présenté comme le prédécesseur des comtes de Looz.
De plus, ce comte Rudolf est traditionnellement considéré comme un petit-fils de Régnier Ier et le frère cadet de Régnier III de Hainaut banni en Bohême en 958. Vanderkindere, Baerten et d'autres acceptent cette identification. Pour le soutenir, ils notent qu'à l'instar de Régnier III, un Rudolf de cette région est accusé d'infidélité envers le roi:
- Le 17 janvier 966, une charte de l'abbaye de Saint-Trond indique que la propriété de Rudolf à Gelmen (entre Saint-Trond et Borgloon) a été confisquée et se trouve désormais entre les mains de la collégiale de Maria dans la capitale impériale d'Aix-la-Chapelle. Elle se trouvait dans le comté de Garnier de Valenciennes dans le pagus de la Hesbaye[25]. Ce Rudolf, comme le voisin mentionné ci-dessus, n'est pas qualifié de comte.

Ce comte Garnier semble donc être un comte du comté de « Huste » ou « Hufte ». Hlawitschka l'identifie comme un membre probable de la famille Matfrieder. Il meurt en 973 avec son frère, au combat contre des membres de la famille des Régnier. On ne sait pas qui le remplace à Hasbania, mais dans le Hainaut, où il est mort, son probable parent le comte Godefroid Ier de Verdun prend le contrôle les années suivantes.
Huste ou Hufte est considéré par Baerten, Gorissen et d'autres comme un mot dérivé de Hocht, à Lanaken, près de Maastricht et de la Hesbaye. Van de Weerd propose que Huste soit Hoeselt, près de Hocht, mais dans la Hesbaye. Quel que soit son emplacement, Huste est proposé comme étant le siège d'un territoire central original du comté de Looz au XIe siècle. Cependant, des doutes subsistent quant à l'emplacement, et même à la forme correcte du nom.

### Comté d'Avernas
Baerten et Verhelst proposent un comté d'Avernas, qui s'étend au nord jusqu'à Diest et qui existe déjà en 870. D'après son nom, attesté deux fois au Xe siècle, le siège du comté devait se trouver dans les villages d'Avernas-le-Bauduin et Cras-Avernas, qui font part aujourd'hui partie de Hannut. Outre la charte mentionnée ci-dessus, qui ne mentionne aucun comte, il existe une autre charte qui mentionne le comté:
- Vers 946, une charte mentionne « villa lens in comitatu avernae temporibus rodulphi comitis » (Villa Lens dans le comté d'Avernas sous le règne du comte Rodolphe)[26].

Lens est le nom de deux villages voisins à proximité des villages d'Avernas, Lens-Saint-Servais et Lens-Saint-Remy.
Comme le note Baerten, il est remarquable que le comte Garnier de Valenciennes, qui succède apparemment à Rudolf dans les régions voisines, n'apparaisse pas comme signataire d'une charte de Saint-Trond de 967. Cela implique qu'il n'a peut-être pas pris le contrôle de tous les comtés de Rudolf. La charte est une concession par Bertha, la mère du comte Arnulf de Valenciennes, d'un terrain à Brustem (près de Saint-Trond) à l'abbaye de Saint-Trond. Baerten l'explique en ce qu'héritier convenable a été trouvé, Rodolphe, fils de Nevelong, un garçon que Vanderkindere et Daris suggère être l'ancêtre des comtes de Looz.
Verhelst, à la différence de Baerten, propose que le comté d'Avernas du IXe siècle comprenait à l'origine non seulement les diaconés médiévales de Saint-Trond et de Léau, mais aussi les francophones Andenne et Hanret. Ainsi, comme son voisin « Huste », Verhelst pense qu'en 870 il se serait étendu de Diest jusqu'à la Meuse.
Une autre différence entre Baerten et Verhelst, comme mentionné ci-dessus, est que la région de « Brunengeruz » autour de Hoegaarden le Grand Gete fait à l'origine partie du comté occidental selon Verhelst, alors que Baerten estime que Jodoigne au moins faisait partie à l'origine d'Avernas.
Le seul comte clairement nommé dans la Hesbaye après Garnier s'appelle Eremfried, dont les liens familiaux ne sont pas clairs. Son comté comprenait Velm, très proche de Saint-Trond, Kerkom, Muizen et Buvingen, et il semble avoir un lien étroit avec une famille des Ardennes qui utilisait le nom de Rudolf:
- Dans une charte faite à Capoue, le 26 juillet 982, «le jour où nous combattons les Sarrasins», Otto II certifie que si un certain « Cunradus, fils du regretté comte Rudolf » mourait, il voulait que ses biens en Lotharingie aillent à l'abbaye de Gorze, et ceux-ci comprenaient « curtis Velm in pago Haspongowe et in comitate Eremfridi comitis »[28]. Il semble que ce Conrad et ce comte Eremfried aient tous deux perdu la vie lors de la bataille de Cotrone (13 juillet 982, qui avait donc déjà eu lieu). Velm, qui fait aujourd'hui partie de Saint-Trond, est passé sous l'abbaye de Gorze, et un comte Irimfrid est enregistré comme étant mort[29]. Cependant, les possessions de ce Conrad étaient étendues et, sur la base de celles-ci, Vanderkindere[30] pense que son père était le comte Rodolphe d'Ivois. Cependant, de ce comte, Vanderkindere[31] dit qu'étant donné son lien avec Velm, il n'est improbable qu'il soit membre de la famille des Régnier, où le nom Rodolphe est familier.

Les deux noms, Eremfridus et Rodulfus, sont apparus auparavant comme témoins dans l'octroi par Bertha, la mère du comte Arnulf de Valenciennes, d'un terrain à Brustem (près de Saint-Trond) à l'abbaye de Saint-Trond en 967.

### Maastricht et Maasland
Verhelst, qui ne croit pas en un comté séparé du sud-est, propose plutôt un comté près de Maastricht et de Visé. Il pense qu'aux VIIe et IXe siècles, Hasbania s'étendait au-delà de la Meuse pour inclure la zone entre Maastricht et Aix-la-Chapelle et le futur comté de Liège au sud, jusqu'à l' Amblève. Ce comté, à l'origine très étendu, est, selon Verhelst, le comté de Maasland.
Dans les archives des IXe et Xe siècles, Maastricht est décrite comme étant dans le pagus et le comté de « Masaland ». Cependant, elle est autrefois décrite comme étant dans le pagus de Hasbania et le comté de Masalant (en 898), et autrefois comme étant simplement dans le comté de Hasbania (919),. Verhelst croit que les interprétations précédentes, qui assimilent le Masaland au Masau ou au Maasgau, sont fausses et que Maasland est un comté de Hasbania. Selon Verhelst (p. 262) la charte de 950 qui décrit un endroit plus au nord dans le Masao comme étant dans le pagus de « Masalant » doit être une erreur causée par le fait que le même comte, un comte Rudolf, a juridiction dans les deux endroits.
En revanche, Baerten a décrit l'arrière-pays de Maastricht, entre cette dernière et Tongres, comme faisant partie du «district» de Maastricht, qui est nommé séparément dans le traité de 870, et donc pas l'un des quatre comtés de Hasbania,.

### Comté de Huy
A cheval sur la Meuse au sud se trouve le comté de Huy, déjà créé avant le XIe siècle, et devenu le premier comté à être tenu directement par l'évêque de Liège.

## XIesiècle
Au XIe siècle, les comtés «nord-ouest» de Duras et Looz commencent à apparaître dans les registres, et les archives montrent que ces comtés sont considérés comme des comtés dans le pagus de la Hesbaye. Ces deux comtés forment le noyau originel du Limbourg belge d'aujourd'hui. Looz a son siège à Borgloon, près de Tongres, et la ville de Duras fait aujourd'hui partie de Saint-Trond. Les registres des seigneuries dans ce domaine sont dominés à cette époque par le pouvoir de plus en plus séculier de l'évêque de Liège.

### Comté de Looz
En 1078, une veuve nommée Ermengarde fait une concession à l'évêque. Elle comprend des propriétés non seulement dans les villes importantes du comté de Looz  Borgloon et Hasselt, mais aussi plus près de Saint-Trond, et même au nord, en dehors de la Hesbaye. Pour expliquer cela, elle devait avoir été mariée au comte Arnulf, mais n'avait pas d'enfants avec lui.

### Comté de Duras
La première mention de Duras apparaît dans deux concessions faites par une veuve nommée Herlendis. Son mari n'est pas nommé et le comté de son fils aîné n'est pas nommé, mais l'un de ses fils est avoué de l'abbaye de Saint-Trond. Si cette fonction est héréditaire, elle revient à un frère cadet d'une famille comtale de Looz, le comte Otto (décédé vers 1087), dont la famille devient connue sous le nom des comtes de Looz.

### Comté de Moha
Dans le «sud-est» de Vanderkindere, le comté de Moha se situe entre la Meuse et son affluent la Mehaigne. C'est un alleu que l'on appelait parfois un comté parce qu'il était sous la seigneurie des comtes de la famille des Étichonides, comtes d'Eguisheim et de Dabo.

### Comté de Grez
Grez-Doiceau, en Wallonie entre Louvain et Wavre, est aussi le siège d'un comté peu connu au XIe siècle. Les comtes Werner de Grez (en) et son frère Henri de Grez sont cités dans plusieurs registres. Ils accompagnent Godefroy de Bouillon à Jérusalem.

### Comté de Huy
Une partie importante de la Hesbaye francophone passe sous le contrôle du comté de Huy, qui tient également une grande partie du Condroz, au sud de la Meuse. En 985, ce comté fait partie de la seigneurie séculière de l'évêque de Liège, contribuant à la formation de l'un des premiers « prince-évêchés » du Saint-Empire romain germanique.

### Comté de Steppes
Un comté des Steppes est mentionné dans plusieurs chartes liégeoises, par exemple en 1011, 1036, 1078 et 1124. Ils citent Hélécine, Landen et Avernas,. C'est également le lieu de la bataille de Steps de 1213 entre le duc de Brabant et l'évêque de Liège. À cette époque la plaine appelée Steppes est considérée comme relevant de la juridiction de Gingelom. Selon Vanderkindere, il ne s'agit pas d'un véritable comté, mais d'une zone de juridiction de l'évêque, désignée ainsi par commodité.

### Comté de Dongelberg
En 1036 et 1078, un comté de Dongelberg est mentionné. Il comprend Incourt et son hameau voisin Brombais. Incourt est juste au sud de Dongelberg, qui est juste au sud de Jodoigne. Comme pour les Steppes, Vanderkindere suggère qu'il ne s'agit pas d'un véritable comté, mais d'une zone de juridiction de l'évêque, désignée ainsi par commodité.

## Sources
- Dudon, De moribus et actis primorum Normanniae ducum
- Gestorum Abbatem Trudonensium Continuatio Tertia 1007 MGH SS X, p.371 p.382
- Scheffer-Boichorst, Paulus (éditeur), Chronica Albrici Monachi Trium Fontium, in Monumenta Germaniae Historica: Scriptorum, vol. 23, Hanovre, 1874